# آبشار لوئینگ وایتفیش
آبشار لوئینگ وایتفیش (به انگلیسی: Laughing Whitefish Falls) آبشاری است که در میشیگان، ایالات متحده آمریکا واقع شده و ارتفاع کلی ریزشگاه آن ۱۰۰ فوت (۳۰ متر) است.